# آکساکووو
آکساکووو (به بلغاری: Аксаково) شهری در استان وارنا کشور بلغارستان است که جمعیت آن در سال ۲۰۰۱ میلادی ۷٬۲۸۳ نفر بوده‌است.